# Józef Kępa

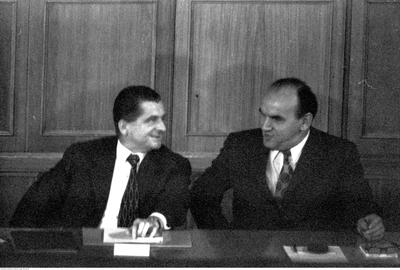
Kazimierz Barcikowski (z lewej) i Józef Kępa w prezydium I Krajowej Konferencji PZPR, Warszawa, październik 1973

Józef Kępa (ur. 18 maja 1928 w Rzeczycy, zm. 28 kwietnia 1998 w Warszawie) – polski historyk i działacz komunistyczny. Poseł na Sejm PRL V, VI i VII kadencji, członek Biura Politycznego KC PZPR (1975–1980), wiceprezes Rady Ministrów (1976–1979) i minister administracji, gospodarki terenowej i ochrony środowiska (1979–1981); w latach 1971–1982 przewodniczący Obywatelskiego Komitetu Odbudowy Zamku Królewskiego w Warszawie; odznaczony Orderem Budowniczych Polski Ludowej.

## Życiorys
Syn Szczepana i Rozalii. Działał w łódzkim Związku Walki Młodych. W 1948 wstąpił do Polskiej Partii Robotniczej i grudniu tego samego roku wraz z nią do Polskiej Zjednoczonej Partii Robotniczej. W latach 1950–1954 zasiadał w Zarządzie Głównym Związku Młodzieży Polskiej. Od 1954 aspirant w Instytucie Nauk Społecznych przy KC PZPR, studia ukończył w 1958. Od 1959 w aparacie partyjnym PZPR w Warszawie, w latach 1959–1960 sekretarz Komitetu Dzielnicowego PZPR Warszawa-Mokotów, w latach 1960–1961 kierownik Wydziału Oświaty i Nauki Komitetu Warszawskiego PZPR, w latach 1961–1967 sekretarz Komitetu Warszawskiego PZPR, a w latach 1967–1976 I sekretarz Komitetu Warszawskiego PZPR. Od 1973 do 1976 był przewodniczącym Rady Narodowej miasta stołecznego Warszawy. Równocześnie w centralnych władzach partyjnych: w latach 1968–1981 członek Komitetu Centralnego PZPR, w latach 1970–1975 zastępca członka Biura Politycznego KC PZPR, w latach 1975–1980 członek Biura Politycznego KC.
Od 1971 przewodniczący Obywatelskiego Komitetu Odbudowy Zamku Królewskiego w Warszawie. Znacząco przyczynił się do realizacji tej inwestycji.
W latach 1976–1979 wicepremier, a następnie w latach 1979–1981 minister administracji, gospodarki terenowej i ochrony środowiska w rządzie Piotra Jaroszewicza i Edwarda Babiucha oraz Edwarda Babiucha, Józefa Pińkowskiego i Wojciecha Jaruzelskiego. W latach 1969–1980 poseł na Sejm PRL V, VI i VII kadencji.
Od 1979 stopniowo usuwany przez Edwarda Gierka z kierowniczych władz (w 1979 odwołany ze stanowiska wicepremiera, w 1980 nie powołany ponownie w skład Biura Politycznego KC PZPR). W 1981 usunięty przez Wojciecha Jaruzelskiego z rządu. Następnie na emeryturze.
Zmarł 28 kwietnia 1998 w Warszawie i został pożegnany na Cmentarzu Wojskowym na Powązkach, a następnie pochowany w rodzinnej Rzeczycy.

## Odznaczenia
- Orderem Budowniczych Polski Ludowej (1978)[1]
- Order Sztandaru Pracy I klasy
- Order Sztandaru Pracy II klasy
- Krzyż Kawalerski Orderu Odrodzenia Polski
- Złoty Krzyż Zasługi (1954)[2]
- Medal 30-lecia Polski Ludowej[3]
- Złoty Znak Związku Ochotniczych Straży Pożarnych (1972)[4]
- Złota Odznaka honorowa „Za Zasługi dla Warszawy” (1977)[5]
- Złota odznaka „Za zasługi dla województwa warszawskiego” (1968)[6]
- Krzyż Wielki Orderu Infanta Henryka (Portugalia, 1976)
- Medal 90-lecia urodzin Georgi Dymitrowa (Bułgaria, 1972)[7]
- Medal 50-lecia Komunistycznej Partii Czechosłowacji (Czechosłowacja, 1971)[8]
- Medal 30-lecia wyzwolenia Czechosłowacji przez Armię Radziecką (Czechosłowacja, 1975)[9]
- Honorowy Medal 50-lecia Mongolskiej Rewolucji Ludowej (Mongolia, 1971)[10]
- Medal jubileuszowy „W upamiętnieniu 100-lecia urodzin Władimira Iljicza Lenina” (ZSRR, 1970)[11]
- Medal jubileuszowy „Trzydziestolecia zwycięstwa w Wielkiej Wojnie Ojczyźnianej 1941–1945” (ZSRR, 1975)
- inne odznaczenia